# سیدریج (کلرادو)
سیدریج (به انگلیسی: Cedaredge) شهری در ایالت کلرادو کشور ایالات متحده آمریکا است که جمعیت آن در سرشماری سال ۲۰۱۰ میلادی، ۲٬۲۵۳ نفر بوده‌است.